# Hl. Florian Jeneweingasse

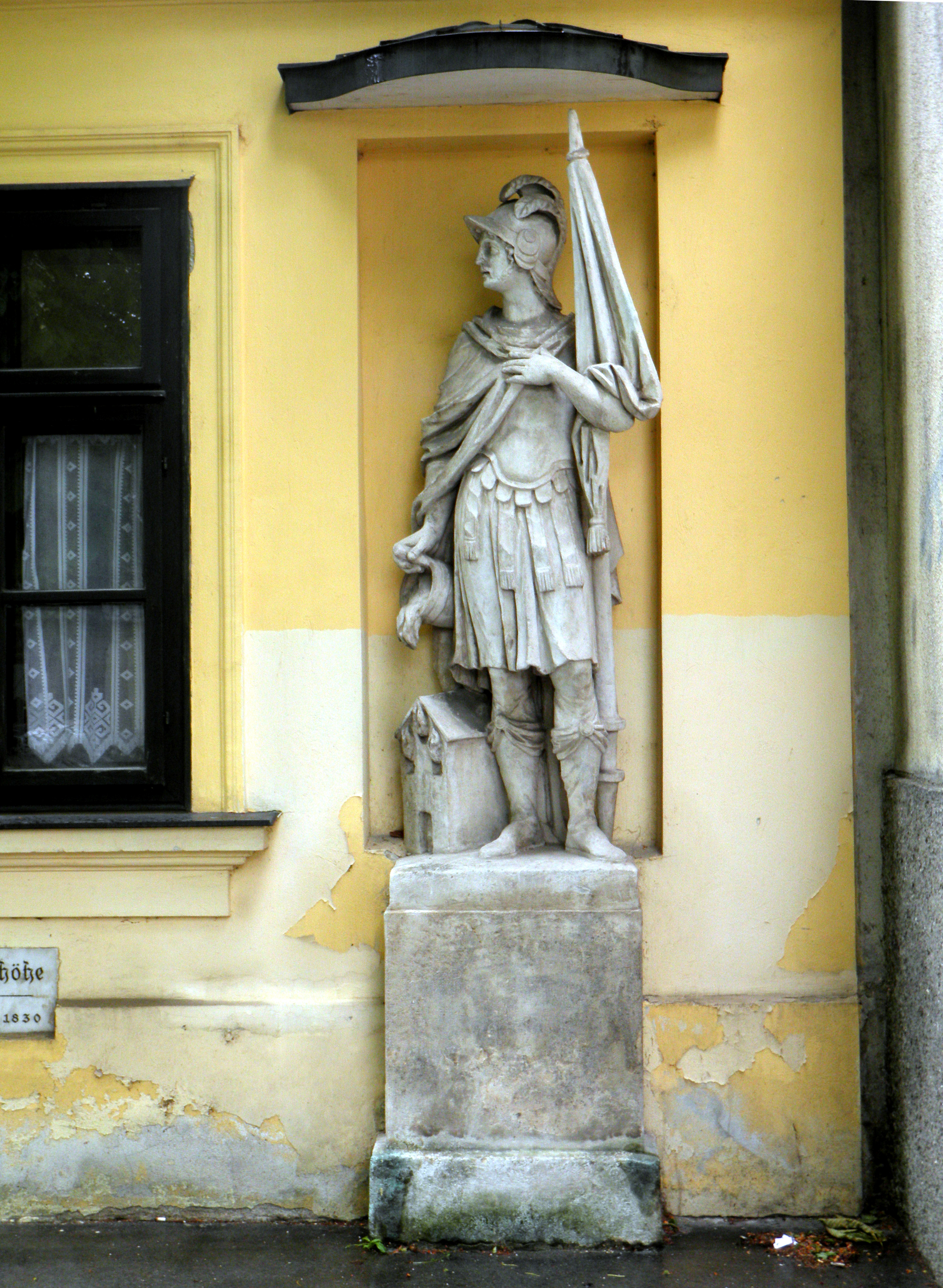
Statue des heiligen Florian an der Jeneweingasse

Der Hl. Florian ist eine steinerne Statue des heiligen Florian in der Jeneweinsgasse 17 in einer Nische vom Erdődy-Landgut im 21. Wiener Gemeindebezirk Floridsdorf. Das Objekt steht unter Denkmalschutz.

## Beschreibung
Die Statue des heiligen Florian vom Ende des 18. Jahrhunderts steht in einer flachen Nische des Erdődy-Landgut auf einem einfach gestalteten Sockel. Der heilige Florian trägt ritterliche Kleidung mit Helm, Panzer und Sagum. In seinem linken Arm hält er eine Fahne, mit der rechten Hand löscht er ein ihm zu Füßen stehendes brennendes Haus mit einem Kübel Wasser. Die Statue wird durch eine geschwungene Überdachung vor Witterungseinflüssen geschützt.